# Alopias palatasi
Alopias palatasi — викопний вид ламноподібних акул родини акул-лисиць (Alopiidae), що існував в міоцені (20,4-13,7 млн років тому).

## Скам'янілості

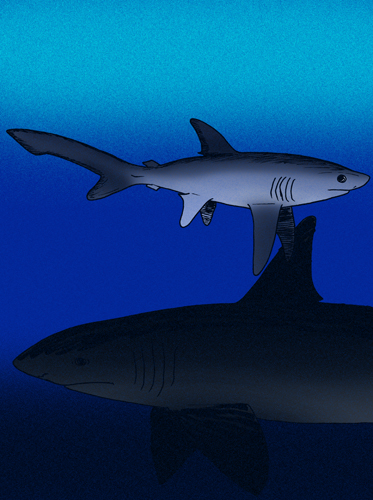
A. palatasi (зверху) та A. grandis (знизу)

Зуби акули знайдені на сході США (Південна та Північна Кароліна, Меріленд, Вірджинія) та на Мальті. Формою вони схожі на зуби більшого виду Alopias grandis.

## Опис
A. palatasi відомий лише з ізольованих зубів. Вони великі, завдовжки до 4 см. Вважається, що акула сягала 3,3-4,8 м, максимально виростала до 6,6 м. Форма зубів подібна на форму зубів сучасної білої акули. Ймовірно, Alopias palatasi вела аналогічний спосіб життя до великої білої акули.